# Політична журналістика
Політи́чна журналі́стика — широкий розділ журналістики, що висвітлює широке коло політичних явищ та політичних подій. Може бути розглянута як один з інструментів політології, однак найчастіше таку журналістику розглядають в більш вузькому сенсі, відносячи її конкретно до висвітлення діяльності державних органів управління і соціально-політичних процесів. 
Політичну журналістику багато визнають як найширшу область журналістики, так як її предметною областю може стати будь-яка сфера соціального життя — від науки до спорту і міжнародного життя. Своїм корінням політична журналістика сходить до протожурналістики.